# Municipio de Cromwell (Pensilvania)
El municipio de Cromwell (en inglés: Cromwell Township) es un municipio ubicado en el condado de Huntingdon en el estado estadounidense de Pensilvania. En el año 2000 tenía una población de 1.632 habitantes y una densidad poblacional de 12.4 personas por km².

## Geografía
El municipio de Cromwell se encuentra ubicado en las coordenadas 40°14′00″N 77°51′59″O / 40.23333, -77.86639.

## Demografía
Según la Oficina del Censo en 2000 los ingresos medios por hogar en la localidad eran de $36,629 y los ingresos medios por familia eran de $41,250. Los hombres tenían unos ingresos medios de $30,605 frente a los $18,125 para las mujeres. La renta per cápita de la localidad era de $14,806. Alrededor del 9,4% de la población estaba por debajo del umbral de pobreza.